# Mateusz Szczepaniak
Mateusz Szczepaniak (Lubin, 23 gennaio 1991) è un ex calciatore polacco, di ruolo attaccante.

## Carriera

### Club
Ha giocato nella massima serie dei campionati polacco e cipriota.

### Nazionale
Ha militato nelle nazionali giovanili polacche Under-17, Under-19 ed Under-20.